# Katerina Maleewa
Katerina Georgiewna Maleewa, zamężna Stoimenowa, bułg. Катерина Георгиева Малеева, zamężna Стоименова (ur. 7 maja 1969 w Sofii), bułgarska tenisistka, występująca na światowych kortach od 1984 do 1997 roku, mistrzyni US Open w 1984 roku w grze pojedynczej dziewcząt, wicemistrzyni US Open 1994 w grze podwójnej, ćwierćfinalistka siedmiu turniejów wielkoszlemowych w grze pojedynczej, uczestniczka Mistrzostw WTA w grze pojedynczej i podwójnej, klasyfikowana w rankingu WTA na 6. miejscu w grze pojedynczej (1990) i na 24. miejscu w grze podwójnej (1994), reprezentantka Bułgarii w Pucharze Federacji i na letnich igrzyskach olimpijskich. Siostra Magdaleny Maleewej i Manuely Maleewej, córka Julii Berberian. Tenisistka praworęczna z oburęcznym backhandem.

## Kariera tenisowa
Kariera zawodowa praworęcznej Bułgarki (z bekhendem oburęcznym) przypadła na lata 1984–1997. Katerina Maleewa pochodzi ze znanej rodziny sportowej, jest córką Julii Berberian, wielokrotnej mistrzyni Bułgarii (mającej korzenie ormiańskie). Ojciec wykłada elektronikę na Uniwersytecie w Sofii. Katerina Maleewa rozpoczęła treningi tenisowe pod okiem matki, podobnie jak jej dwie siostry – starsza Manuela i młodsza Magdalena. W 1984 była w finale juniorskiego French Open i nieoficjalnych mistrzostw świata Orange Bowl na Florydzie, a także wygrała US Open oraz mistrzostwa Europy do lat 18. Wkrótce rozpoczęła karierę zawodową.
W 1984 wygrała pierwszy turniej, ale o niższej randze niż główny cykl rozgrywek (we francuskim Lyonie). Rok później triumfowała już w dwóch imprezach rangi WTA Tour w grze pojedynczej, a także wspólnie z siostrą Manuelą wygrała US Clay Courts. Od 1987 znajdowała się w czołówce światowej, czego wyrazem był udział w pięciu edycjach kobiecego Masters (WTA Tour Championships) – w 1987, 1988, 1990, 1991 i 1992. Grała również w jednej edycji deblowej Masters (w 1986). Podobnie jak obie jej siostry w szczytowym okresie kariery znalazła się w czołowej dziesiątce rankingu – jej najwyższe miejsce na liście WTA to nr 6. Łącznie wygrała jedenaście turniejów WTA Tour w singlu oraz dwa w deblu, jej zarobki na korcie przekroczyły dwa miliony dolarów amerykańskich.
We wszystkich czterech turniejach wielkoszlemowych docierała do ćwierćfinału. Nie udało się jej nigdy awansować wyżej, ale ćwierćfinały wielkoszlemowe zaliczyła siedem razy – Australian Open 1990 i 1991, French Open 1990, Wimbledon 1990 i 1992, US Open 1988 i 1993. Kilkakrotnie odpadała także w 1/8 finału. Siła tenisa sióstr Maleewych znalazła szczególne odzwierciedlenie w Australian Open 1993, kiedy wszystkie trzy figurowały w gronie rozstawionych; podobnie stało się na French Open i Wimbledonie w tym roku, a na turnieju paryskim (potem także na US Open 1993) cała trójka osiągnęła IV rundę (1/8 finału). Dwukrotnie zdarzyło się, że Katerina i Manuela Maleewe jednocześnie grały w ćwierćfinale turnieju wielkoszlemowego (US Open 1988 i French Open 1990). W kwietniu 1992 wszystkie trzy siostry były klasyfikowane w najlepszej piętnastce rankingu światowego.
W 1991 Katerina Maleewa dotarła do finału turnieju Canadian Open, eliminując po drodze obie siostry (w finale uległa Jennifer Capriati). Wygrała w tym roku turniej w Indianapolis, ale później przez kilka lat grała nieco mniej skutecznie. Na kolejne turniejowe zwycięstwo musiała czekać aż do 1994, kiedy wygrała imprezę w Quebecu, w drodze po tytuł pokonując trzy najwyżej rozstawione w turnieju rywalki – Amandę Coetzer, Chandę Rubin i Brendę Schultz. Był to ostatni triumf turniejowy Bułgarki, która po zmaganiach z kontuzjami zdecydowała się ostatecznie zakończyć karierę sportową w 1997, trzy lata po siostrze Manueli.
Spośród jej sukcesów warto wymienić finał wielkoszlemowy w grze podwójnej na US Open w 1994, osiągnięty w parze z Amerykanką Robin White (przegrały z Sánchez Vicario i Novotną 3:6, 3:6, w półfinale pokonały natomiast najwyżej rozstawione Gigi Fernández i Natallę Zwierawą). Katerina Maleewa miała na koncie indywidualne zwycięstwa nad wieloma wybitnymi zawodniczkami, m.in. Sánchez Vicario, Navrátilovą, Sabatini, Mary Joe Fernández, Martínez, Capriati, Sukovą, Garrison-Jackson, Novotną, Huber. Broniła barw narodowych w Pucharze Federacji w latach 1984-1995, uczestniczyła w trzech olimpiadach – w Seulu 1988, Barcelonie 1992 i Atlancie 1996.
9 lipca 1994 w Sofii poślubiła Georgija Stoimenowa, swojego wieloletniego trenera. Ma dwoje dzieci.
Wygrane turnieje WTA:
- gra pojedyncza:
  - 1985 Hilversum, Seabrook
  - 1987 Tokio (Japan Open), Ateny
  - 1988 Indianapolis
  - 1989 Indianapolis, Bayonne, Bastad
  - 1990 Houston
  - 1991 Indianapolis
  - 1994 Quebec
- gra podwójna:
  - 1985 US Clay Courts (z Manuelą Maleewą)
  - 1992 Essen (z Barbarą Rittner)

Finały turniejowe WTA:
- gra pojedyncza:
  - 1985 Orlando
  - 1988 US Hardcourts, Hamburg
  - 1989 Sofia
  - 1990 Tampa, Canadian Open
  - 1991 'Canadian Open, Waszyngton
  - 1993 Quebec
- gra podwójna:
  - 1986 Tokio (Pan Pacific, z Manuelą Maleewą)
  - 1987 Tokio (Pan Pacific, z Manuelą Maleewą)
  - 1988 Belgian Open (z Raffaellą Reggi), Sofia (z Sabriną Goleš)
  - 1989 Bastad (z Sabriną Goles)
  - 1992 Rzym (Italian Open, z Barbarą Rittner)
  - 1993 Quebec (z Nathalie Tauziat)
  - 1994 US Open (z Robin White)

## Finały juniorskich turniejów wielkoszlemowych

### Gra pojedyncza (1)
| Końcowy wynik | Rok  | Turniej | Nawierzchnia | Przeciwniczka | Wynik finału |
| Zwyciężczyni  | 1984 | US Open | Twarda       | Niurka Sodupe | 6:1, 6:2     |